# Gonomyia (Leiponeura) iyala
Gonomyia (Leiponeura) iyala is een tweevleugelige uit de familie steltmuggen (Limoniidae). De soort komt voor in het Afrotropisch gebied.